# Place Sophie-Trébuchet
La place Sophie Trébuchet est une place de la ville de Nantes, dans le département français de la Loire-Atlantique.

## Situation et accès
Située dans le quartier Malakoff - Saint-Donatien, cette petite place arborée de forme triangulaire est longée sur son côté nord par la rue Gambetta. À l'angle nord-ouest débute la rue Lorette-de-la-Refoulais, tandis qu'au sud débouche la rue Stanislas-Baudry.
L'angle sud-est est bordé par le Jardin des plantes.

## Origine du nom
rendant hommage à la mère de l'écrivain Victor Hugo, Sophie Trébuchet, qui était issue d'une famille de la bourgeoisie nantaise.

## Historique
La rue reçoit sa dénomination actuelle par délibération du conseil municipal en date du 2 mars 1931.